# Alois II. (Liechtenstein)

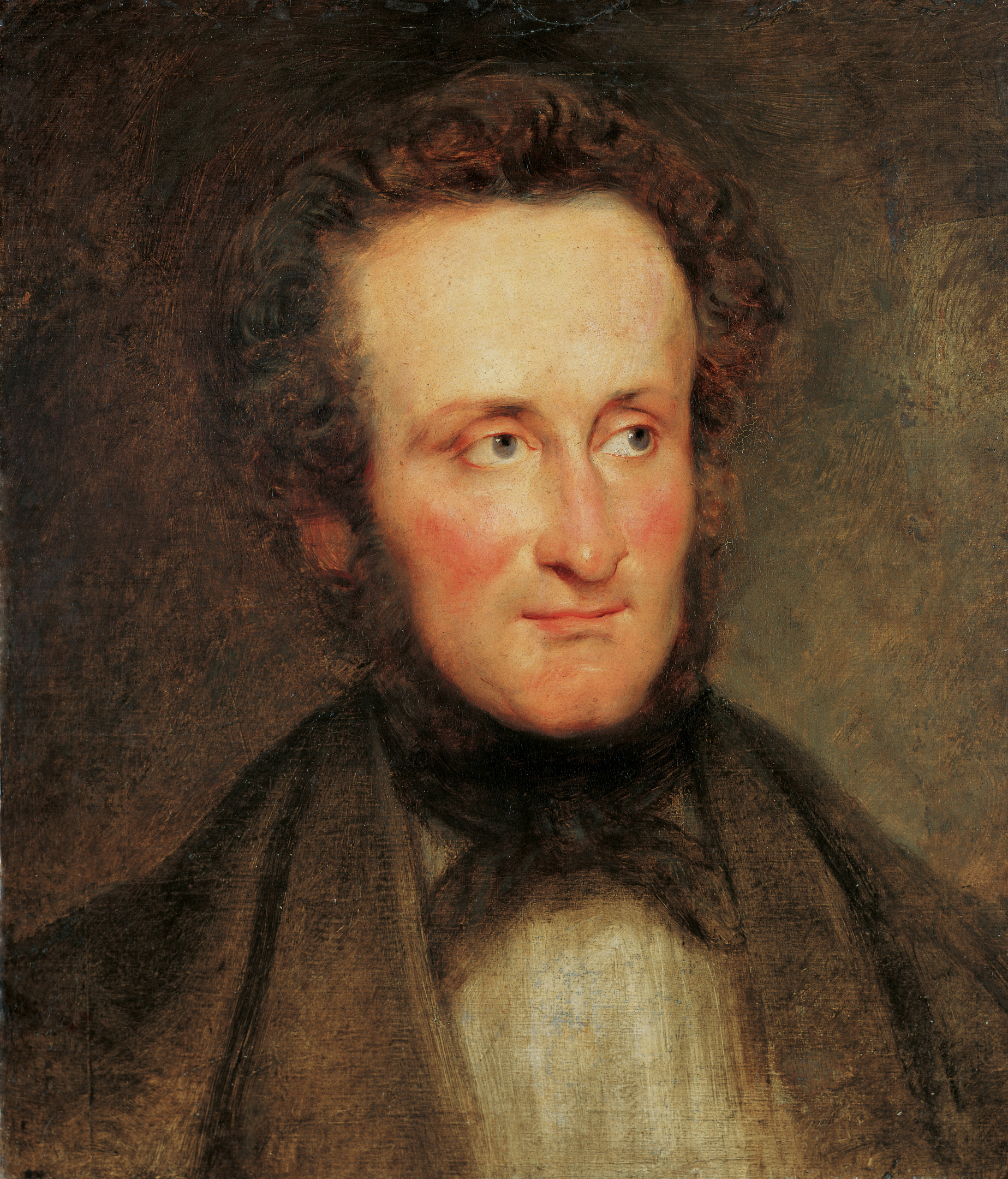
Alois II. von Liechtenstein

Alois II. Josef Maria Johannes Baptista von und zu Liechtenstein (* 26. Mai 1796 in Wien; † 12. November 1858 in Schloss Eisgrub, heute Schloss Lednice) war von 20. April 1836 bis zu seinem Tode elfter Fürst von Liechtenstein. Eine nach der Revolution von 1848 von ihm erlassene liberale Verfassung hatte nur kurzen Bestand.

## Biografie

### Familie
Prinz Alois Josef Maria Johannes Baptista wurde 1796 als zweites Kind des kaiserlich-königlichen Obersten und späteren Generalfeldmarschalls und Fürsten Johann I. Josef (1760–1836) und seiner Gattin Josefa Sophie Landgräfin zu Fürstenberg-Weitra (1776–1848) geboren. Er wurde von verschiedenen ausgesuchten Lehrern, darunter dem Geschichtsphilosophen Friedrich Schlegel unterrichtet. Bei der Thronfolge seines Vaters 1805 wurde er zum Erbprinzen. 1806 bis 1813 war sein jüngerer Bruder Karl Johann Nepomuk (1803–1871) nominell Regent von Liechtenstein. Seine Bildungsreise führte Prinz Alois nach Italien, der Schweiz, England und Schottland. Der Erbprinz heiratete am 8. August 1831 Gräfin Franziska Kinsky von Wchinitz und Tettau (1813–1881).
Ihre gemeinsamen Kinder waren:
- Prinzessin Marie (1834–1909), ⚭ 1860 mit Graf Ferdinand von Trauttmansdorff-Weinsberg ROGV († 1896)
- Prinzessin Karoline (1836–1885), ⚭ 1855 mit Fürst Alexander von Schönburg-Hartenstein ROGV († 1896)
- Prinzessin Sophie (1837–1899), ⚭ 1863 mit Fürst Karl zu Löwenstein-Wertheim-Rosenberg ROGV († 1921)
- Prinzessin Aloysia (1838–1920), ⚭ 1864 mit Graf Heinrich von Fünfkirchen († 1885)
- Prinzessin Ida (1839–1921), ⚭ 1857 mit Fürst Adolph Joseph zu Schwarzenberg ROGV († 1914)
- Erbprinz Johann Maria Franz Placidus ROGV (1840–1929), ab 1858 Fürst Johann II.
- Prinzessin Franziska (1841–1858)
- Prinzessin Henriette (1843–1931), ⚭ 1865 mit Prinz Alfred von und zu Liechtenstein ROGV († 1907)
- Prinzessin Anna (1846–1924), ⚭ 1864 mit Fürst Georg Christian von Lobkowitz (1835–1908)
- Prinzessin Therese (1850–1938), ⚭ 1882 mit Prinz Arnulf von Bayern ROGV († 1907)
- Prinz Franz de Paula Maria Karl August ROGV (1853–1938), ⚭ 1929 mit Elsa von Gutmann (1875–1947), ab 1929 Fürst Franz I.

### Regentschaft

Wappen der fürstlichen Familie

Beeinflusst von seinen Erfahrungen mit dem politischen System Englands tendierte er zu einer liberalen Aristokratie in konservativer Gesellschaft. Nach Erbe des grossen Majorats am 20. April 1836 liess er das Stadtpalais Liechtenstein in Wien und Schloss Eisgrub umgestalten. Er restaurierte auch die Liechtenstein-Kapelle im Stephansdom in Wien und erweiterte die fürstlichen Gemäldesammlungen. 1842 besuchte er als erster regierender Fürst sein Land (Liechtenstein). Am 1. August 1842 erliess er auf Schloss Vaduz ein neues Hausgesetz, in dem die Primogenitur im Sinne der pragmatischen Sanktion von 1713 neu geregelt wurde. 1847 folgte ein weiterer Besuch in Liechtenstein. In Zusammenarbeit mit dem Kanton St. Gallen wurde die Rheinregulierung begonnen. 1852 unterzeichnete Alois II. einen Zollvertrag mit Österreich. 1849 erliess der Fürst eine provisorische Verfassung für das Fürstentum Liechtenstein, die den Forderungen der Einwohner etwas entgegenkam.

## Titel, Anrede und Wappen
Der volle Titel des Fürsten war Fürst von und zu Liechtenstein, Herzog von Troppau und Jägerndorf, Graf zu Rietberg, Regierer des Hauses von und zu Liechtenstein. Alle Mitglieder des Hauses haben seit kaiserlicher Verleihung des Prädikats vom 3. Juni 1760 die Anrede Durchlaucht (Schriftform: S.D.) und führen das Wappen der Fürstlichen Familie. Fürst Alois II. war seit 1836 der 931. Ritter des Ordens vom Goldenen Vlies, österreichischer Verleihung. 1847 stiftete er die liechtensteinische Militär-Dienstauszeichnung.

## Grabstätte

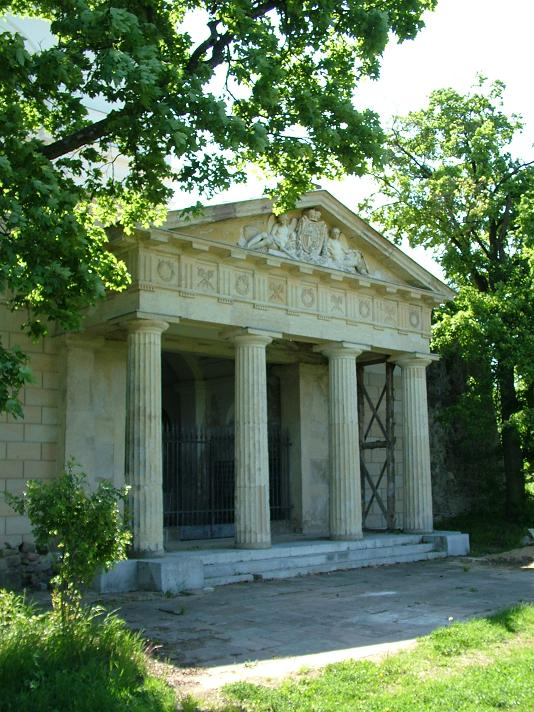
Liechtenstein-Gruft in Wranau

Fürst Alois II. und seine Gattin wurden in der Neuen Gruft der liechtensteinischen Familiengruft in Wranau, nördlich von Brünn, beigesetzt.